# Shōichi Hirose
Shōichi Hirose (jap. 広瀬 正一 Hirose Shōichi; ur. 23 czerwca 1918, zm. po 1990) – japoński aktor. Znany z ról King Konga i Króla Ghidory w serii filmów o Godzilli .

## Życiorys
W 1942 roku brał udział w Bitwie koło wschodnich Wysp Salomona. Z tego powodu otrzymał przydomek Salomon (jap. ソロモン Soromon) w późniejszych latach.
W 1950 roku rozpoczął pracę w wytwórni Tōhō, gdzie odgrywał drobne epizody. W związku z popularnością gatunku kaijū-eiga był zainteresowany zagraniem potwora w jednym z takich filmów. Okazja ta nadarzyła się w 1962 roku, kiedy Eiji Tsuburaya zaproponował mu rolę King Konga w powstającym King Kongu kontra Godzilli. Tsuburaya nakazał Hirose udać się do zoo i studiować tam zachowanie goryli, celem lepszego odegrania roli potwora. W późniejszych latach Hirose przyznał się, że nigdy nie poszedł do zoo i okłamał wtedy Tsuburayę, mówiąc że podczas rzekomej wizyty wyniósł duże doświadczenie. Mimo entuzjazmu pracy z ekipą od efektów specjalnych, miał trudności z graniem King Konga, gdyż przez zaszyty zamek błyskawiczny od kostiumu (celem ukrycia go) był zmuszony tkwić w nim przez długi czas: „Pot lał się ze mnie i dostawał się nawet do oczu. Po wyjściu [z kostiumu] byłem cały blady”.
Następną rolą w filmie typu kaijū był Król Ghidora w Ghidorze – Trójgłowym potworze w 1964 roku, którą otrzymał po tym jak grający go wcześniej Haruya Sakamoto zrezygnował z powodu zbyt ciężkiego kostiumu. Rok później powtórzył tę rolę w Inwazji potworów. Jednakowo reżyserzy efektów specjalnych filmów – Kōichi Kawakita i Teruyoshi Nakano, wówczas asystenci operatora efektów specjalnych, byli zdania że Ghidorę w Ghidorze – Trójgłowym potworze zagrał Kōji Uruki, który grał tam także Rodana. Kawakita był zdania, że Hirose nie mógł zagrać Ghidory ze względu na swój niski wzrost.
Hirose był pierwszym wyborem Eijiego Tsuburayi do roli Sandy w Pojedynku potworów z 1966 roku, jednak odmówił, preferując rolę, którą zaproponowano mu w innym filmie, gdzie mógł pokazać swoją twarz.
W 1971 roku podczas kryzysu finansowego, który dotknął Japonię, wszyscy aktorzy zakontraktowani z Tōhō zostali zrestrukturyzowani, a Hirose pozostał w studiu jako pracownik sceniczny, gdzie pracował do lat 90. XX wieku. Jednak w tym samym czasie cierpiał na przepuklinę krążka międzykręgowego i został przyjęty do Tokyo Labor Disaster Hospital w Tokio. Zmarł wkrótce po kilku latach przebywania w domu starców, jednak dokładna data śmierci nie jest znana.

## Filmografia
- 1952: Rakkī-san – gość w kinie
- 1953: Piętno śmierci – członek yakuzy
- 1953: Eagle of the Pacific – konserwator
- 1954: Siedmiu samurajów – bandyta #2
- 1954: Godzilla – kongresmen
- 1954: Tōmei Ningen – policjant
- 1955: Godzilla kontratakuje – skazaniec
- 1955: Jū Jin Yuki Otoko – górski badacz
- 1956: Narazumono – robotnik leśny
- 1956: Onibi – sprzedawca
- 1956: Okashi-na yatsu – przyjaciel Daisuke
- 1956: Rodan – ptak śmierci –
  - Meganulon,
  - pilot F-86F
- 1957: Tajemniczy przybysze – detektyw policji
- 1958: The H-Man – kapitan straży pożarnej
- 1958: Daikaijū Baran – rybak
- 1958: Ukryta forteca – żołnierz klanu Yamana
- 1959: Yamana no zōhyō: Sazae-san no kekkon – reżyser
- 1959: Ankokugai no Kaoyaku – Narumi
- 1959: Trzy skarby – żołnierz Kumaso
- 1959: Son Gokū – wódz wioski
- 1960: The Secret of the Telegian – zbir Onishiego
- 1960: Burza nad Pacyfikiem – mechanik
- 1960: The Human Vapor – strażnik
- 1961: Straż przyboczna – podwładny Ushitory
- 1961: Mothra – pracownik przy tamie
- 1961: Kuroi gashū dainiwa: Kanryū – kowal Kuichi
- 1962: Sanjūrō: samuraj znikąd – samuraj na warcie
- 1962: King Kong kontra Godzilla – King Kong
- 1963: Chintaoyōsaibakugekimeirei – oficer gwardii
- 1963: Kureji sakusen: Kudabare! Musekinin – mężczyzna na przystanku autobusowym
- 1963: Atragon – złoczyńca z Imperium Mu
- 1964: Nippon ichi no horafuki otoko – pracownik inżynierii lądowej
- 1964: Dogora – kierowca ciężarówki diamentów
- 1964: Horafuki taikōki – mistrz
- 1964: Danchi: Nanatsu no taizai
- 1964: Hana no oedo no musekinin
- 1964: Ghidorah – Trójgłowy potwór –
  - Król Ghidora,
  - mieszkaniec wioski
- 1965: Ankokugai gekitotsu sakusen – mężczyzna z Kiusiu
- 1965: Rudobrody – zbir
- 1965: Taiheiyō kiseki no sakusen: Kisuka – Yamashita
- 1965: Frankenstein Conquers the World – robotnik przy tunelu
- 1965: Dai Bōken – brodaty policjant drogówki
- 1965: Inwazja potworów – Król Ghidora
- 1966: Bangkok no yoru
- 1966: Pojedynek potworów – żołnierz
- 1966: Kurējī daisakusen – funkcjonariusz policji alarmowej
- 1966: Ebirah – potwór z głębin – uciekający niewolnik #2
- 1967: Kurējīda yo tenka muteki
- 1967: Ucieczka King Konga – sługa doktora Who #7
- 1967: Kurējī no kaitō jibako – taksówkarz
- 1968: Hyappatsu hyakuchu: Ogon on me – wrestler
- 1968: Za Taigasu: Sekai wa Bokura o Matteiru – oficer policji
- 1969: Nippon ichi no danzetsu otoko – szef grupy krzyżowej
- 1970: Kurējī no nagurikomi Shimizukō – podwładny Same
- 1970: Gekido no showashi „Gunbatsu” – Hama
- 1972: Hakuchō no uta nanka kikoenai
- 1973: Gokiburi deka – konstabl Yoshida
- 1973: Za gokiburi – policjant
- 1974: Karei-naru Ichizoku
- 1974: Rupan Sansei: Nenriki chin sakusen – strażnik muzeum
- 1974: Sōji Okita – Gorō Hirayama
- 1974: Kigeki damashi no jingi
- 1975: Powrót Mechagodzilli
- 1975: Akan-ni hatsu
- 1977: Dom – klient sklepu z rāmenem
- 1979: Kindaichi Kosuke no boken – jeden z podwładnych Króla Sarakina
- 1981: Nerawareta gakuen – starzec obok sklepu monopolowego
- 1981: Cesarska flota – mechanik
- 1988: Nihon junjo‑den okashina futari – Katsuzō

### Telewizja
- 1959: Kao
- 1966-1967: Seishuntohananda – woźny
- 1967: Kaiju Booska –
  - generał Podziemnej Armii (odc. 29)
  - bandyta jenot (odc. 33)
  - rekin Kichi (odc. 38)
- 1968: Mighty Jack – strażnik (odc. 20)
- 1968-1970: Tōkyō Baipasu Shirei
- 1974: Nihon chinbotsu –
  - członek straży pożarnej (odc. 1)
  - kierowca pomagający Reiko Abe (odc. 7)